# Lobão Filho
Edison Lobão Filho (Brasília, 17 de setembro de 1964) é um economista, empresário e político brasileiro. Filiado ao Movimento Democrático Brasileiro (MDB), foi senador da República pelo Maranhão de 2008 a 2010 e de 2011 a 2014. É filho dos políticos Edison Lobão, ex-senador e ministro de Estado, e Nice Lobão, ex-deputada federal.
É graduado em engenharia civil pela Universidade de Brasília e em economia pela Centro de Ensino Unificado de Brasília. Durante o mandato de seu pai como governador do Maranhão, foi secretário de Assuntos Especiais entre 1990 e 1993 e presidiu os conselhos de administração de empresas vinculadas ao executivo estadual. Também administrou o Grupo Empresarial Difusora, de propriedade de sua família. O grupo inclui o Sistema Difusora de Comunicação, afiliada do SBT no estado do Maranhão.
Foi eleito o primeiro suplente de seu pai no Senado Federal nas eleições de 2002 e 2010. Em 2008 e em 2011, assumiu o mandato na câmara alta do parlamento brasileiro quando seu pai se tornou ministro de Minas e Energia. Candidatou-se ao governo estadual na eleição de 2014, sendo apoiado por uma coligação composta por dezoito partidos, mas perdeu a disputa ainda no primeiro turno para Flávio Dino.

## Família e educação
Natural de Brasília, Lobão é filho de Edison e Nice Lobão. Seu pai foi deputado federal, senador, governador do Maranhão e ministro de Minas e Energia nos governos de Luiz Inácio Lula da Silva e Dilma Rousseff. Quando nasceu na capital federal, seu pai era assessor do prefeito do Distrito Federal, na época nomeado pela ditadura militar. Sua mãe também empreendeu carreira na política, inicialmente como secretária no governo do marido e em seguida foi eleita deputada federal para quatro mandatos consecutivos. Além dele, o casal teve outros dois filhos: Luciano e Márcio.
Lobão estudou engenharia civil na Universidade de Brasília (UnB). Em 1998, graduou-se em economia no Centro de Ensino Unificado de Brasília (UniCEUB). Casou-se com a apresentadora Paulinha Lobão, filha de Regina Stella e Expecdito Quintas, fundadores do Correio Braziliense. Teve dois filhos com Paula: Lucas e Tatiana.

## Carreira
Lobão administrou o Grupo Empresarial Difusora, que foi adquirido por sua família em 1990. Do ramo da comunicação, abrangia o Sistema Difusora de Comunicação, afiliada do Sistema Brasileiro de Televisão (SBT) no estado do Maranhão.
Durante uma entrevista em 1990 a Jô Soares, o piloto Ayrton Senna, referindo-se a Lobão, afirmou: "Comprei a casa em várias parcelas. Rico mesmo é o filho do governador do Maranhão que comprou uma mansão ao lado, maior que a minha, à vista e em dinheiro vivo."
No período em que seu pai governou o Maranhão, Lobão foi secretário de Assuntos Especiais entre 1990 e 1993. Simultaneamente, presidiu os conselhos de administração das Centrais Elétricas do Maranhão S/A (CEMAR), da Empresa de Assistência Técnica e Extensão Rural (EMATER) e da Companhia de Águas e Esgoto do Maranhão.

### Senador da República

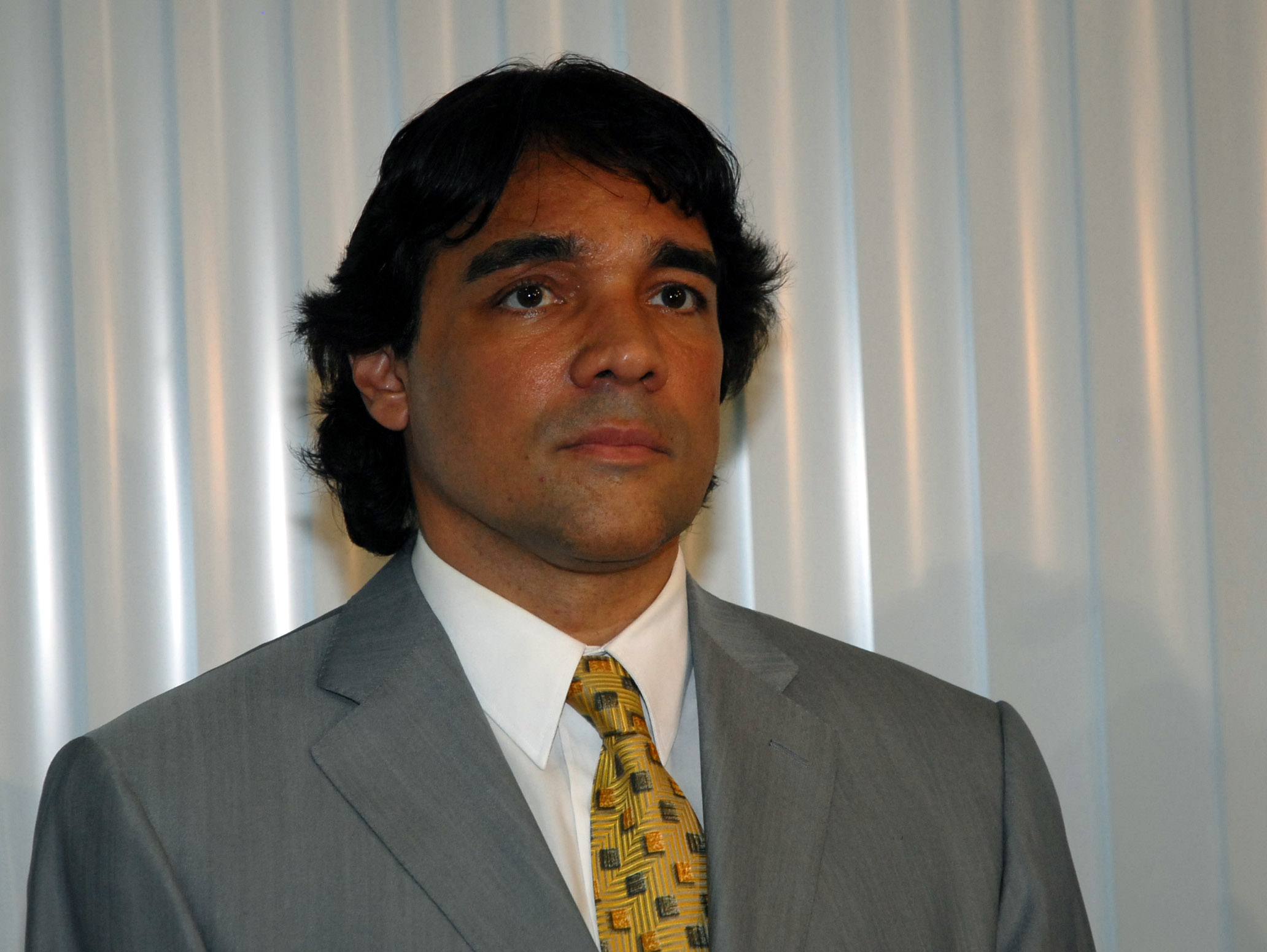
Lobão em janeiro de 2008

Nas eleições de 2002, Lobão integrou a chapa de seu pai ao Senado Federal, que foi eleita. Em janeiro de 2008, tornou-se senador da República pela primeira vez quando o pai afastou-se do mandato para assumir o ministério de Minas e Energia. Embora na época filiado ao Democratas, deixou o partido logo depois, filiando-se em 2009 ao MDB.
Lobão permaneceu no Senado até março de 2010, quando seu pai retomou o cargo. Nas eleições de 2010, voltou a ser o primeiro suplente do pai, sendo a chapa novamente vitoriosa nas urnas. Em fevereiro de 2011, reassumiu o mandato, uma vez que seu pai foi designado ministro de Estado pela presidente Dilma Rousseff. Deixou a câmara alta do parlamento brasileiro em dezembro de 2014.
Como senador da República, Lobão apresentou uma proposta de emenda à Constituição para alterar a forma de escolha de senadores. Ao invés do formato de chapas, defendeu que o segundo candidato mais votado do partido ou da coligação a senador deveria assumir o mandato em caso de impedimento do titular. Em 2008, apresentou PEC para determinar que a escolha dos ministros do Supremo Tribunal Federal fosse realizada pelo próprio tribunal, ao invés do presidente da República.
No Senado, Lobão foi membro titular da Comissão de Assuntos Econômicos (CAE) e da Comissão de Ciência, Tecnologia, Inovação, Comunicação e Informática (CCT). Foi ainda membro suplente da Comissão de Constituição, Justiça e Cidadania (CCJ) e da Comissão de Assuntos Sociais (CAS). Foi presidente da Comissão Mista de Planos, Orçamentos Públicos e Fiscalização (CMO), incumbida pelo orçamento de 2014.

### Candidatura a governador em 2014
Em 2014, Lobão lançou-se candidato ao governo do Maranhão na eleição de outubro daquele ano. O deputado estadual Arnaldo Melo foi seu candidato a vice. Sua coligação, denominada Pra Frente Maranhão, reuniu o apoio de dezoito partidos políticos, do DEM ao Partido dos Trabalhadores (PT). Embora tenha obtido o apoio do PT, por conta da imposição do diretório nacional do partido, parte da militância petista apoiou e integrou a campanha de Flávio Dino, seu principal rival.
Em abril de 2014, Lobão prometeu implodir o Complexo Penitenciário de Pedrinhas, declarando: "A primeira coisa que farei se obtiver a vitória nas urnas será implodir Pedrinhas. Vou derrubar tudo e transferir os presos para unidades agrícolas afastadas dos centros urbanos, onde os detentos terão de trabalhar, se ocupar para pagar sua estadia na prisão."
Em uma entrevista concedida em maio de 2014, enquanto era pré-candidato, Lobão ofereceu R$ 20 mil para quem apresentasse denúncias de corrupção contra Dino. Na oportunidade, afirmou: "Vou oferecer R$ 20 mil para quem trouxer os processos da Embratur, onde há claramente crime de má gestão, de roubo e furto." Ao longo da campanha, esteve em segundo lugar nas pesquisas de intenções de votos, atrás de Dino. Ademais, ainda que fosse o candidato governista, buscou distanciar-se da família Sarney, tecendo críticas ao governo comandado por Roseana Sarney.
No primeiro turno, Dino elegeu-se governador com 63,52% dos votos válidos, ante 33,69% de Lobão; 881 mil votos separaram ambos os candidatos. O postulante de sua coligação ao Senado, o ministro Gastão Vieira, também foi derrotado.

### Eleições 2022
Candidato a deputado federal pelo MDB, recebeu 21.459 votos, não logrando êxito.